# 张万进 (泾州节度使)
张万进（？—939年3月27日）五代十国时后唐将领，突厥南鄙人。
祖父张拽斤，父张亲腊。他白皙美髯，少年无赖，善骑射，勇于攻战。在李克用麾下，以骑射著名，攻城野战，奋不顾命。与后梁军对阵时，手持锐首短刀，跃马独进，兵刃相接，改用大锤，左右奋击，出没进退，无人敢当。唐庄宗怜其雄勇，奖其战功，任命他为沂州刺史。唐明宗天成四年（929年）六月，以沂州刺史张万进为安北都护，充振武军节度使。长兴三年（932年）八月，转任邓州武胜军节度使。唐末帝清泰二年（935年）四月，转任鄜州保大军节度使。后晋建立，石敬瑭任命他为泾州彰义军节度使，天福二年（937年）三月，加检校太傅，九月，加检校太尉、右龙卫军统军。他为官所至不治，政由属下，凶恣弥甚。每天在公庭列大鼎，烹肥羊，不理政事，终日饮酒。其妻与幕使张光载干预公政，纳钱数万，张光载因罪流放登州。天福四年三月初四丙午（939年3月27日），张万进卒。州兵将乱，副使万庭圭秘不发丧，等待诏书命下，才宣布死讯，赠太师。其妻对她长子张彦球抱怨万庭圭，说是万庭圭使张万进惊扰而死，让他亲手杀了万庭圭。万庭圭听说后，不敢去吊丧。数月之间，州民数万，没有一人祭奠他。